# Vade retro satana

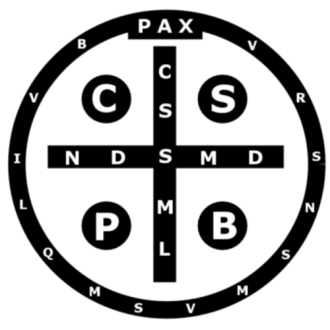
Afkorting van de tekst VADE RETRO SATANA (...V R S...) op de achterkant van een benedictijner medaillon.

Vade Retro Satana ("Ga terug, Satan", "Gaat heen, Satan") is een middeleeuwse katholieke formule voor duiveluitdrijving, voor het eerst geattesteerd in een manuscript uit 1414 in de benedictijnenabdij van Metten.

## Oorsprong
Christus doet in het Evangelie van Marcus een uitspraak die sterk lijkt op "vade retro satana". Daar zegt hij namelijk, in gesprek met Petrus, de volgende woorden: "vade retro me satana" ("ga achter mij, Satan").

## Tekst
De Latijnse tekst luidt als volgt:
CRUX SACRA SIT MIHI LUX / NON DRACO SIT MIHI DUX
VADE RETRO SATANA / NUMQUAM SUADE MIHI VANA
SUNT MALA QUAE LIBAS / IPSE VENENA BIBAS
Met als vertaling in het Nederlands:
"Het Heilig Kruis zij mijn licht / Opdat ik mij niet laat leiden door de draak
Gaat heen, Satan / Verleid mij nooit met ijdele dingen
Het zijn kwade dingen die gij aanbiedt / Moge gijzelf uw vergif drinken."